# Hoplocyrtoma procera
Hoplocyrtoma procera är en tvåvingeart som först beskrevs av Friedrich Hermann Loew 1864.  Hoplocyrtoma procera ingår i släktet Hoplocyrtoma och familjen puckeldansflugor. Inga underarter finns listade i Catalogue of Life.